# Phaeoceros parvulus
Phaeoceros parvulus là một loài rêu trong họ Anthocerotaceae. Loài này được Schiffner J. Haseg. mô tả khoa học đầu tiên năm 1984.